# Massey Ferguson
Pour les articles homonymes, voir Massey et Ferguson.
Massey Ferguson est un constructeur de matériels agricoles américain.
C'est une société du groupe américain AGCO Corporation, dont le siège est situé à Duluth, Géorgie. Elle est spécialisée dans la fabrication de matériels agricoles tels que les tracteurs, moissonneuses-batteuses, ramasseuses-presses, ou encore les chargeurs télescopiques, ainsi que des outils pour les espaces verts. Ces machines sont reconnaissables à leur couleur rouge soulignée par le sigle des trois triangles.

## Histoire
La société Massey Ferguson a été fondée en 1953 sous le nom de "Massey Harris Ferguson" et a pris son nom actuel en 1958.
Massey Ferguson porte dans son nom ses origines : Massey pour Daniel Massey, Ferguson pour Harry Ferguson et enfin Harris pour Alanson Harris.

### Massey-Harris

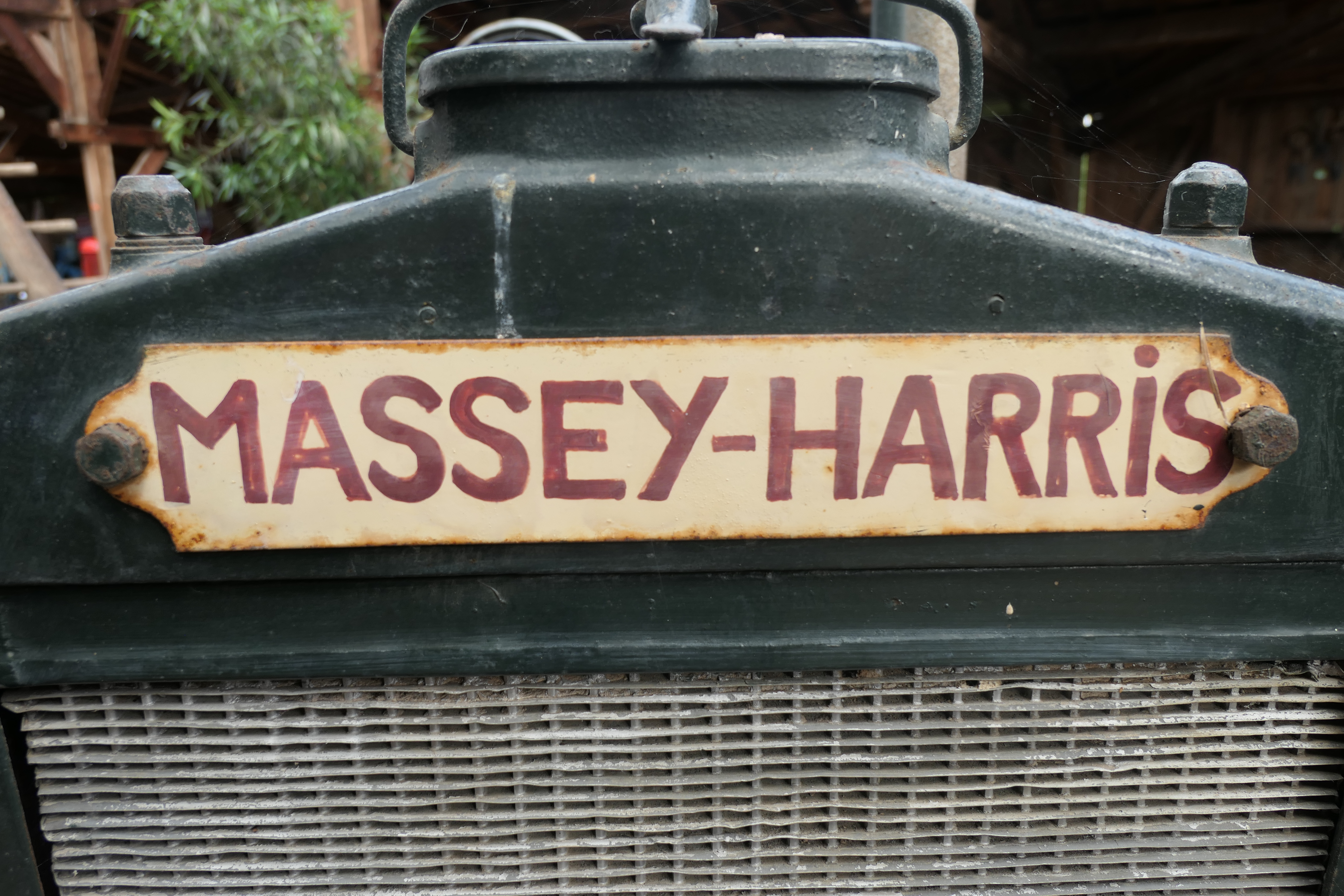
Logo Massy-Harris.

Massey Ferguson a tout d'abord pour origine la société canadienne d'outils agricoles de Daniel Massey créée en 1847 à Newcastle, en Ontario (Canada). Elle fusionna avec la société voisine appartenant à Alanson Harris en 1891 qui travaillait depuis 1857 à Beamsville (également en Ontario) dans le même secteur agricole.
En 1867, la Massey Manufacturing Company gagne deux médailles d'or à l'Exposition internationale de Paris. C'est le début d'une longue lignée d'innovations. Spécialiste des outils agricoles dont la première moissonneuse-batteuse automotrice moderne commercialisée en 1938, Massey-Harris fabriquait aussi des tracteurs avec le premier quatre roues motrices (égales) en 1930 et les  Pony (1947) des années 1950.

### Harry Ferguson
De son côté, Harry Ferguson (1884-1960) est un constructeur de tracteurs, inventeur en 1919 du troisième point avec un relevage hydromécanique automatisant en 1925 les reports de charges des outils : le System Ferguson révolutionna l'agriculture. Le relevage 3 points devient pour l'industrie agricole un standard ISO en 1948. En 1933, il sort son premier tracteur moderne, le Ferguson Black. Il travaille avec David Brown dès 1933, puis avec Ford en 1938 pour fabriquer ses modèles. Puis, en 1948, il construit lui-même ses propres tracteurs, dont le Ferguson Petit Gris copie du Ford 9N, toujours avec le Ferguson System. Ce dernier deviendra fameux, entre autres par son utilisation en Antarctique par l'expédition Fuchs-Hillary. Ces tracteurs sont toujours d'actualité, avec des fabrications de modèles issus de la même conception (notamment au Brésil). Ces technologies sont utilisées par toutes les autres marques.

### Massey Harris Ferguson
En 1953, la société Harry Ferguson se groupa avec l'un de ses concurrents Massey-Harris. Le nom actuel correspond donc à l'origine de la société, fondée par une fusion entre la société américaine Massey-Harris et la société britannique Harry Ferguson Limited. En effet, le premier nom qui était Massey-Harris-Ferguson (MHF) a été résumé en Massey-Ferguson (MF) en 1958. L'harmonisation des gammes de tracteurs ne se fait véritablement qu'en 1964 ; dans l'intervalle, des modèles de transition comme le Massey Ferguson 37 sont produits alors que certains produits de la gamme Massey-Harris, comme le 744 D sont construits jusqu'en 1958.

### Massey Ferguson
Outre la poursuite de la fabrication des tracteurs Massey Ferguson, conventionnels comme le 35 ou articulés comme le 1200, ou de moissonneuses-batteuses comme la 510, cette société développa de nombreuses autres technologies dans le domaine des agroéquipements, telles que l'utilisation omniprésente de l'électronique sur les tracteurs (En 1978, premier attelage trois points électrohydraulique par contrôle d'effort électronique avec radar, gestion automatisée des outils, etc.).
Massey Ferguson devient une société du groupe Varity créé en 1981. En 1994, la marque fait partie du groupe américain Agco Corporation.

## Production

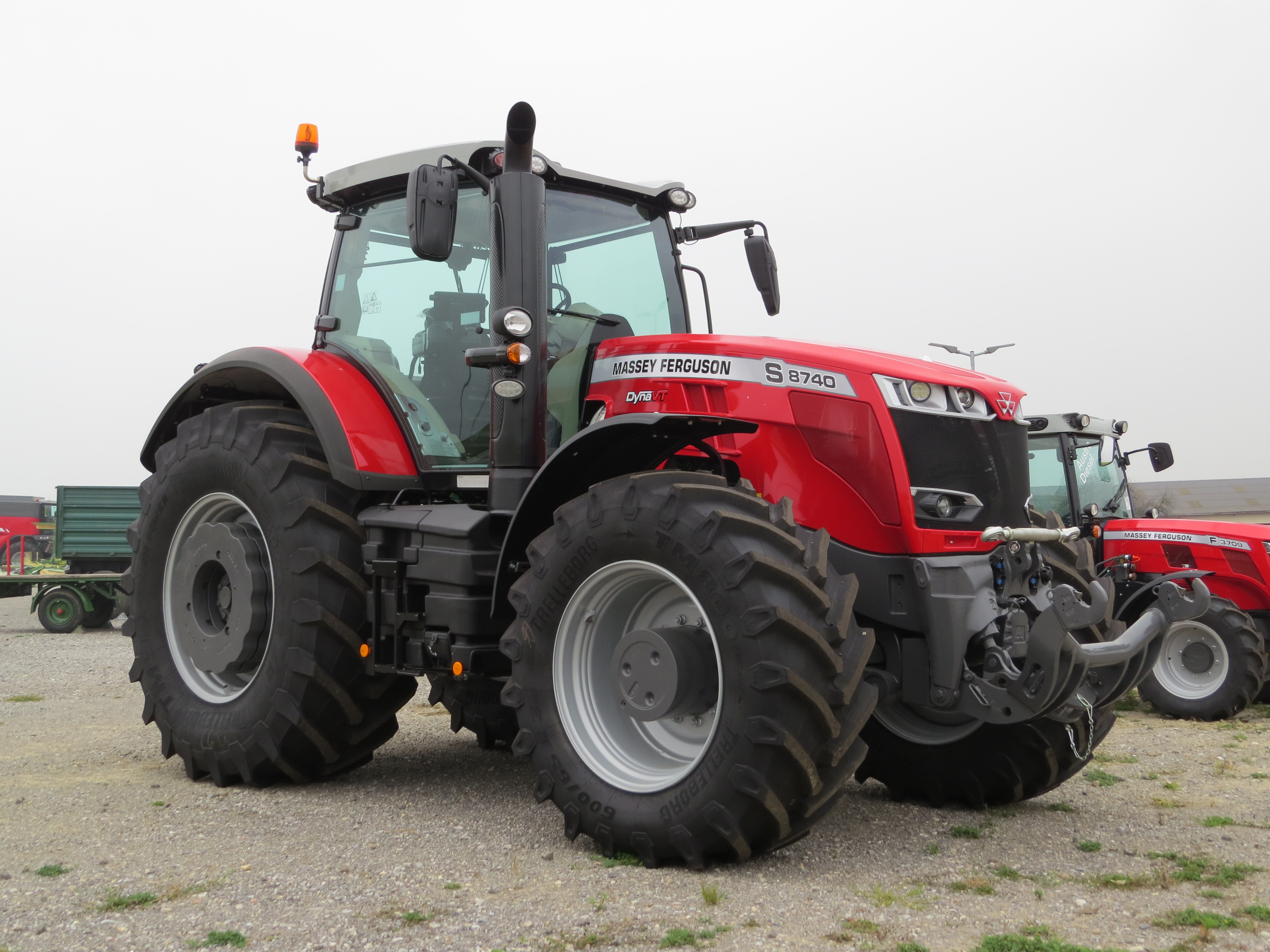
Massey Ferguson 8740 S

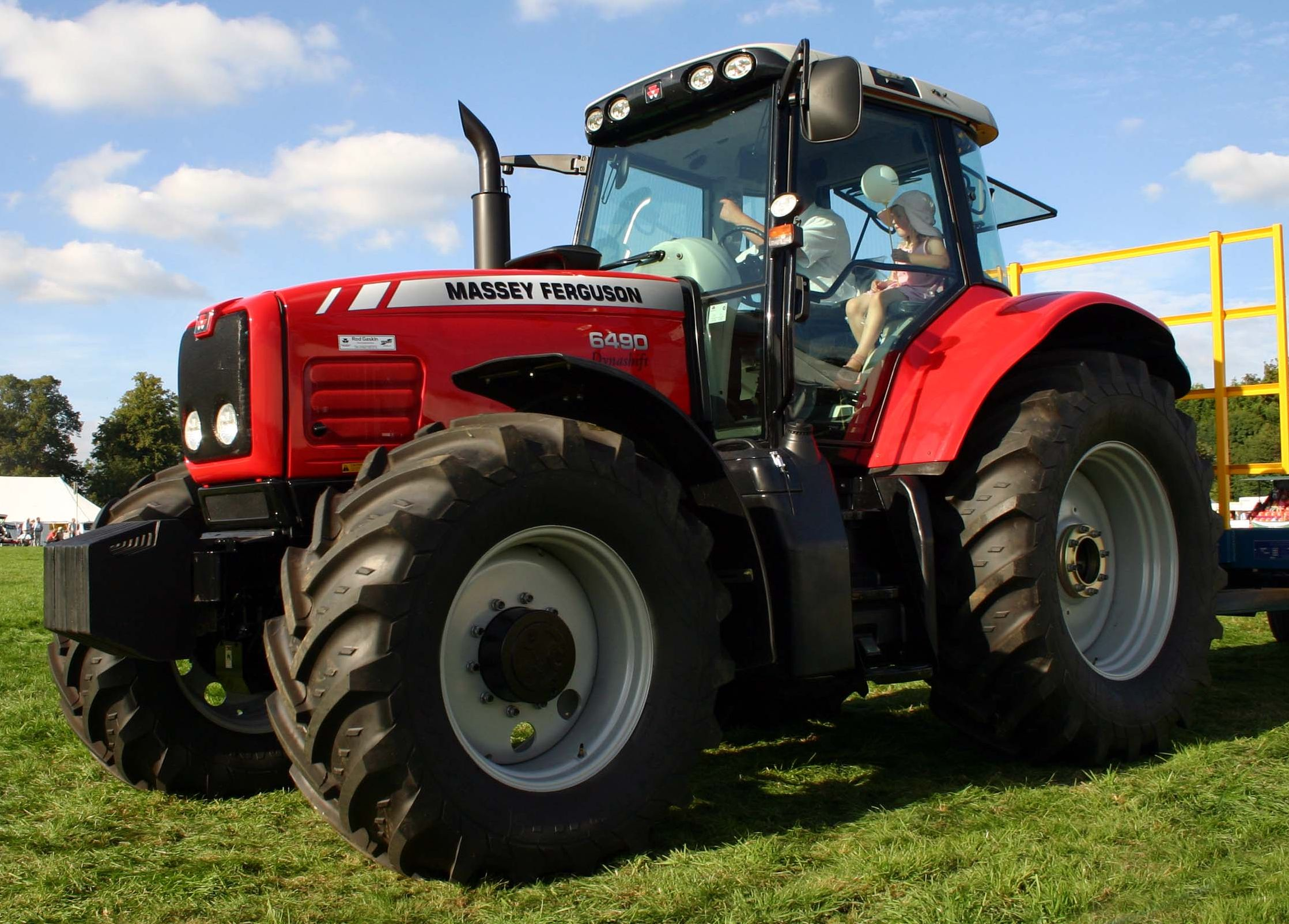
Massey Ferguson MF 6490 Dynashift

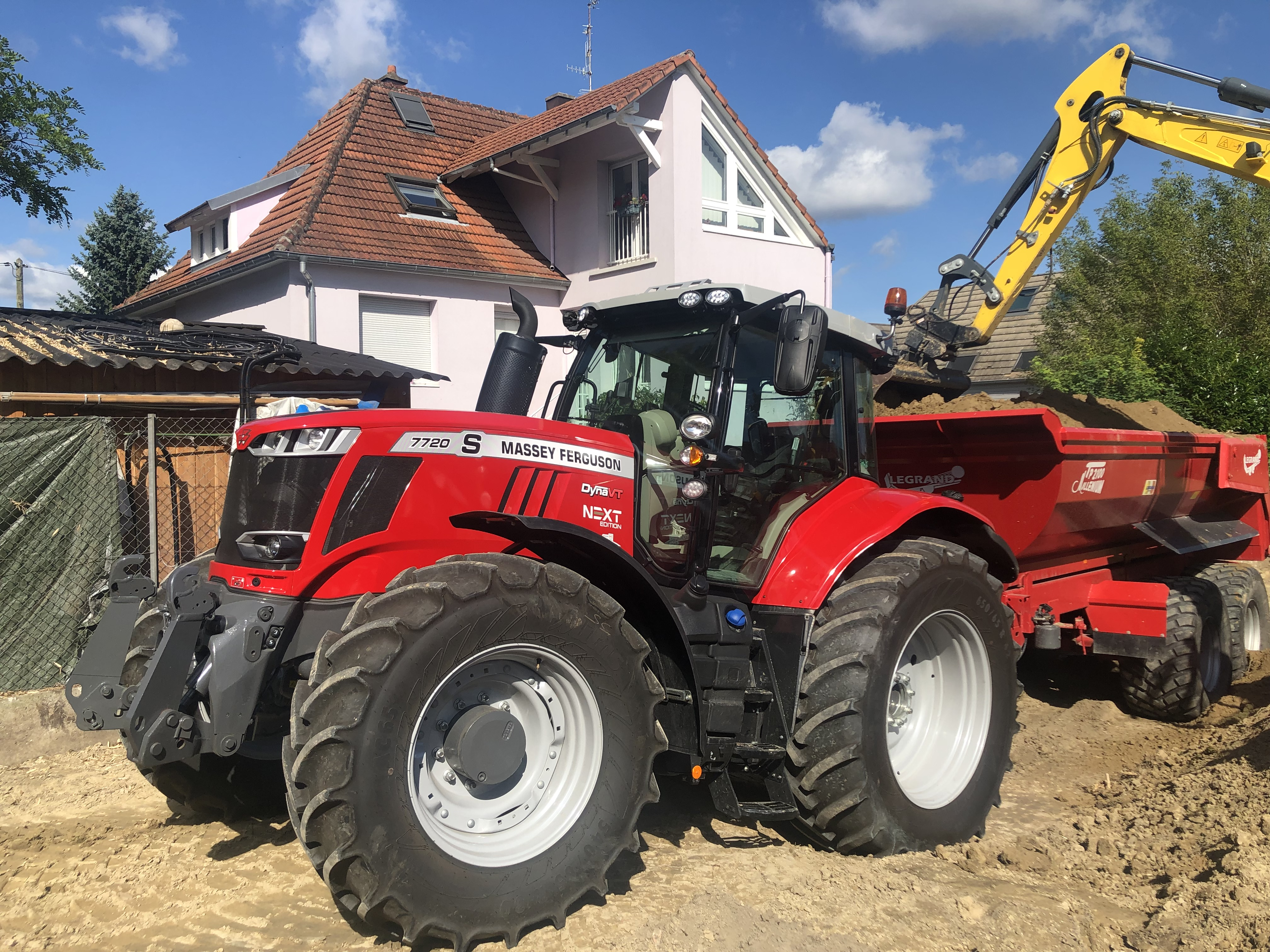
Massey Ferguson 7720

Aujourd'hui, Massey Ferguson est le troisième constructeur mondial de tracteurs (110 000 unités par an) après Fiat-CNH et John Deere et le quatrième français. En plus des tracteurs, Massey Ferguson commercialise également des moissonneuses-batteuses, des presses à fourrage, des outils de travail du sol, du matériel pour les espaces verts, des chargeurs agricoles.
La principale usine de la marque en Europe est située à Beauvais (Oise) en France où sont produits les séries 4700 (uniquement assemblage) /5S /6S /7S /8S /8700S & 9S. Les autres sites de production de tracteurs sont à Canoas, au Brésil et à Jackson aux États-Unis. Pour les moissonneuses batteuses, trois sites principaux : Breganze en Italie (ex Laverda SpA), Santa Rosa au Brésil et Kansas aux États-Unis.
La série 4700 "Global" est produite à Canoas et Mogi das Cruzes au Brésil, Chennai en Inde, Manisa en Turquie, et Changzhou en Chine.
Des compléments de gammes sont fabriqués avec des accords commerciaux comme pour les chargeurs télescopiques à Pontchâteau (Loire-Atlantique) en France. D'autres sites de production existent également, notamment des fabrications sous licence, par exemple en Inde.
La série 1500 et 1700 sont fabriqués par Iseki au Japon. La série 3600 (A et V/S/F) est produite sous licence par Agritalia dans l'usine de Rovigo. L’usine Algerian Tractors Company (ATC), Joint-Venture de ETRAG et de Massey Ferguson, fabrique à El Khroub, près de Constantine, 5 000 tracteurs agricoles par an des séries ATC 440 Extra, MF 1700 et MF 7150.
Les matériels suivants, proposés aux couleurs Massey Ferguson sont produits par des sociétés du groupe AGCO :
- Les presses haute densité  (série 2200) et moyenne densité (série 1800) sont fabriquées par Hesston (États-Unis) ;
- Les moissonneuses-batteuses sont fabriquées par l'usine Laverda de Breganze (Italie) ;
- La gamme fenaison est produite par Fella et Lely (Allemagne) ;
- Les transmission Dyna-4, Dyna-6, Dyna-7 et Dyna E-Power sont produites par le groupement GIMA à Beauvais en France ;
- Les transmissions Dyna-VT à variation continue sont issues directement de Fendt.

## Concurrence
John Deere, CNH Industrial (Case IH, New Holland, Steyr), Argo (Landini, McCormick, Valpadana), SAME Deutz-Fahr (Deutz-Fahr, Hürlimann, Lamborghini, SAME), Claas qui a racheté en 2003 la division Renault Agriculture, JCB (tracteurs Fastrac), Kubota, Zetor, etc.
Le groupe AGCO Corp. entretient aussi une concurrence entre ses différentes marques dont : Massey Ferguson, Fendt, Valtra, Challenger.

## Ferguson en compétition automobile

### Historique

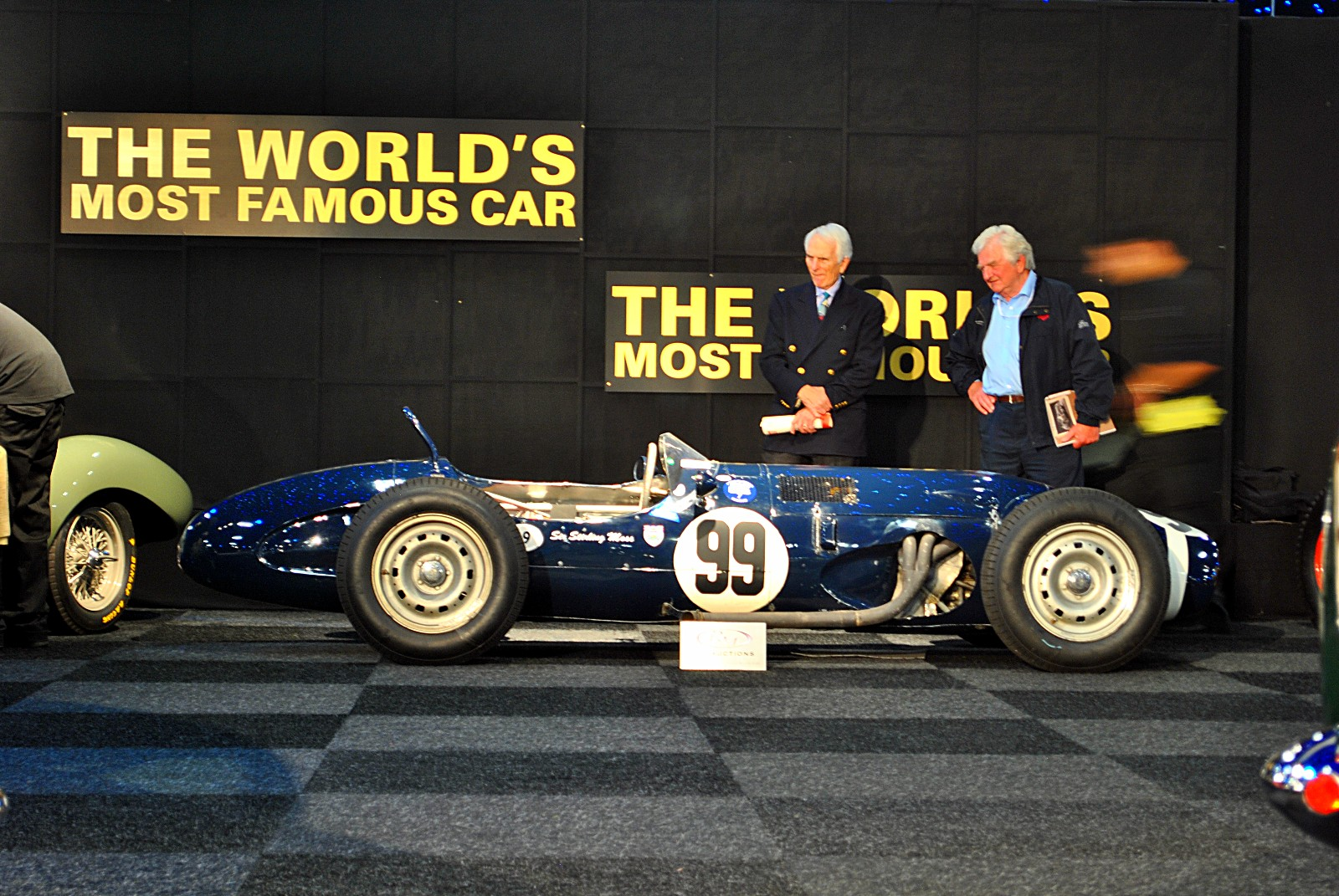
La Ferguson P99 de l'écurie Rob Walker Racing Team

À la suite de la fusion, en 1953, avec Massey-Harris, Harry Ferguson décide, par le biais de sa filiale recherche et développement Harry Ferguson Research Ltd de réaliser une monoplace de Formule 1 dotée d'une transmission à 4 roues motrices et d'un système de régulation de freinage qui apparaît comme l'ancêtre de l'ABS. La construction de la voiture est confiée à l'ancien pilote Tony Rolt et à Claude Hill. La conception débute en 1960 mais la voiture n'est finalisée qu'en fin d'année 1961, après le décès d'Harry Ferguson.
La Ferguson Ferguson P99 débute en compétition lors du  British Empire Trophy et est engagée par l'écurie Rob Walker Racing Team. Jack Fairman se crashe au troisième tour de course. L'expérience est reconduite lors du Grand Prix automobile de Grande-Bretagne 1961, toujours avec Fairman au départ. Parti en vingtième position, il se hisse en 13e position avant qu'un problème mineur l'oblige à revenir dans les stands où la voiture ne parvient pas à redémarrer. Comme les mécaniciens la poussent, l'écurie est disqualifiée. La sanction n'est toutefois pas appliquée immédiatement et Stirling Moss relaie son compatriote et établit le 12e meilleur temps en course lors du cinquante-et-unième passage,.
Cette course reste la seule d'une Ferguson en championnat du monde mais Stirling Moss persuade Rob Walker de lui confier la monoplace lors de l'International Gold Cup, épreuve hors-championnat disputée à Oulton Park. Le pilote britannique remporte la victoire devant Jack Brabham et Bruce McLaren en réalisant le meilleur tour en course.
Un autre châssis Ferguson conservant le principe des quatre roues motrices fut construit pour Bobby Unser qui disputa à son volant les éditions 1964 et 1965 des 500 Miles d'Indianapolis.

### Résultats en championnat du monde de Formule 1
| Saison | Écurie                 | Châssis      | Moteur            | Pneus  | Pilotes      | Grands Prix disputés | Points inscrits | Classement |
| ------ | ---------------------- | ------------ | ----------------- | ------ | ------------ | -------------------- | --------------- | ---------- |
| 1961   | RRC Walker Racing Team | Ferguson P99 | Climax 4 en ligne | Dunlop | Jack Fairman | 1                    | 0               | Non classé |

| Saison | Écurie                 | Châssis      | Moteur    | Pneumatiques | Pilotes      | Courses | Courses | Courses | Courses | Courses | Courses | Courses | Courses | Points inscrits | Classement |
| Saison | Écurie                 | Châssis      | Moteur    | Pneumatiques | Pilotes      | 1       | 2       | 3       | 4       | 5       | 6       | 7       | 8       | Points inscrits | Classement |
| ------ | ---------------------- | ------------ | --------- | ------------ | ------------ | ------- | ------- | ------- | ------- | ------- | ------- | ------- | ------- | --------------- | ---------- |
| 1961   | RRC Walker Racing Team | Ferguson P99 | Climax L4 | Dunlop       |              | MON     | P-B     | BEL     | FRA     | GBR     | ALL     | ITA     | USA     | 0               | Non classé |
| 1961   | RRC Walker Racing Team | Ferguson P99 | Climax L4 | Dunlop       | Jack Fairman |         |         |         |         | Dsq     |         |         |         | 0               | Non classé |

Légende : ici

## Galerie

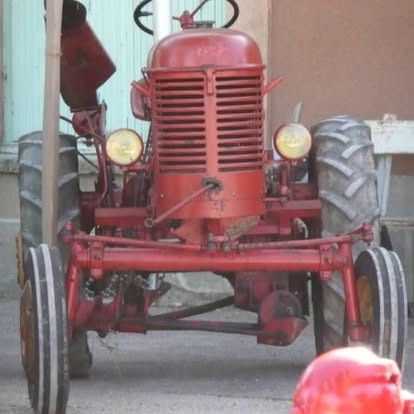
Massey-Harris Pony.
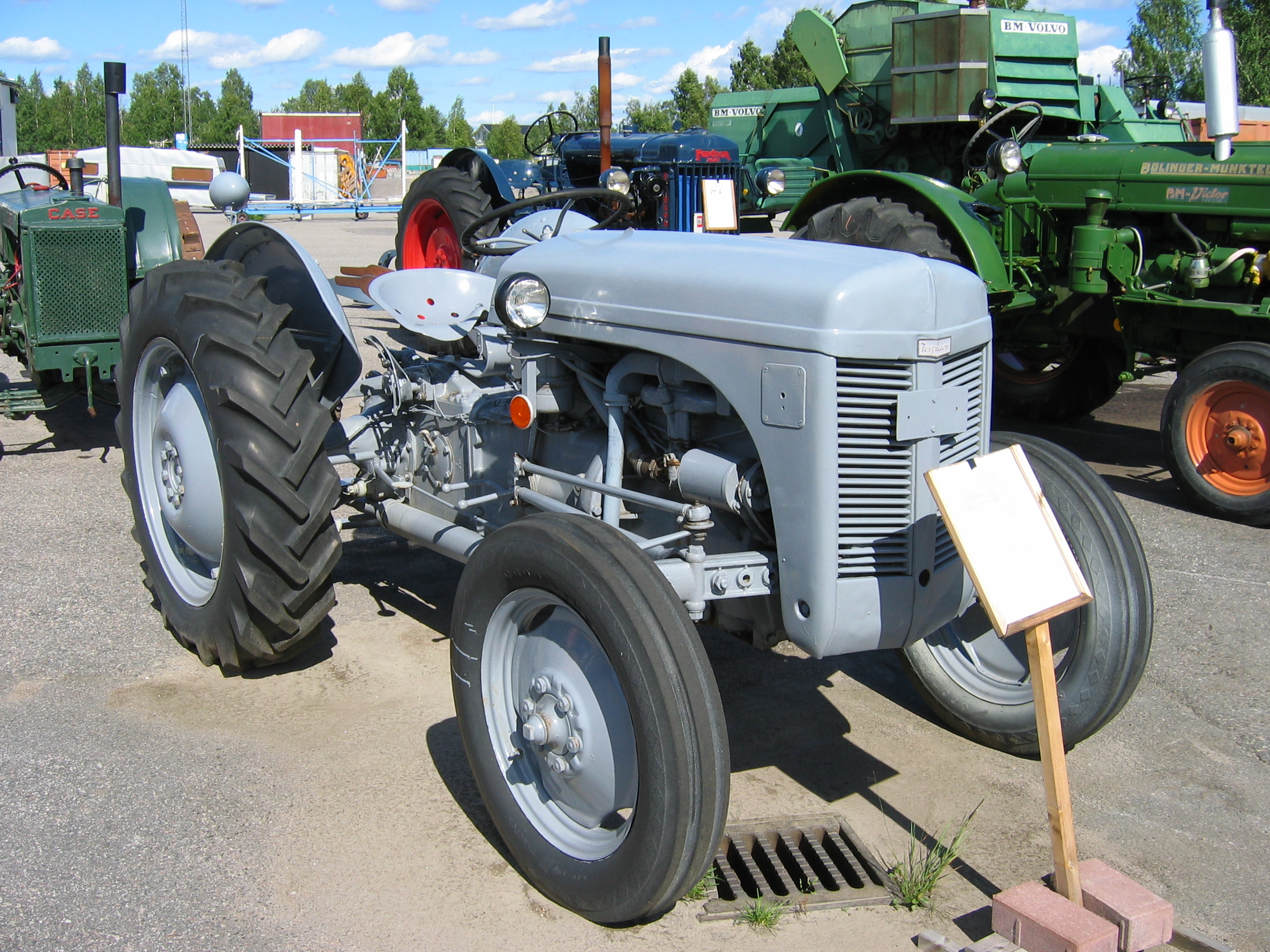
Le Ferguson Petit Gris.
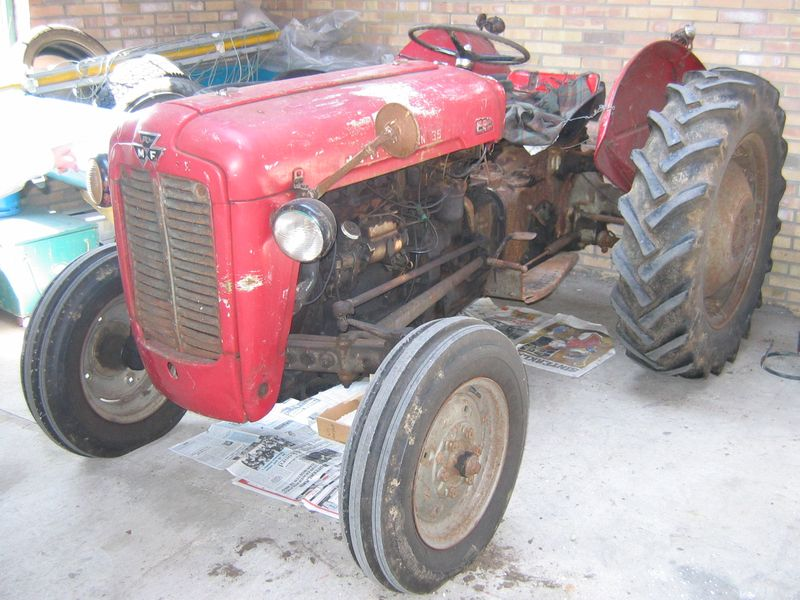
Massey Ferguson MF 35.
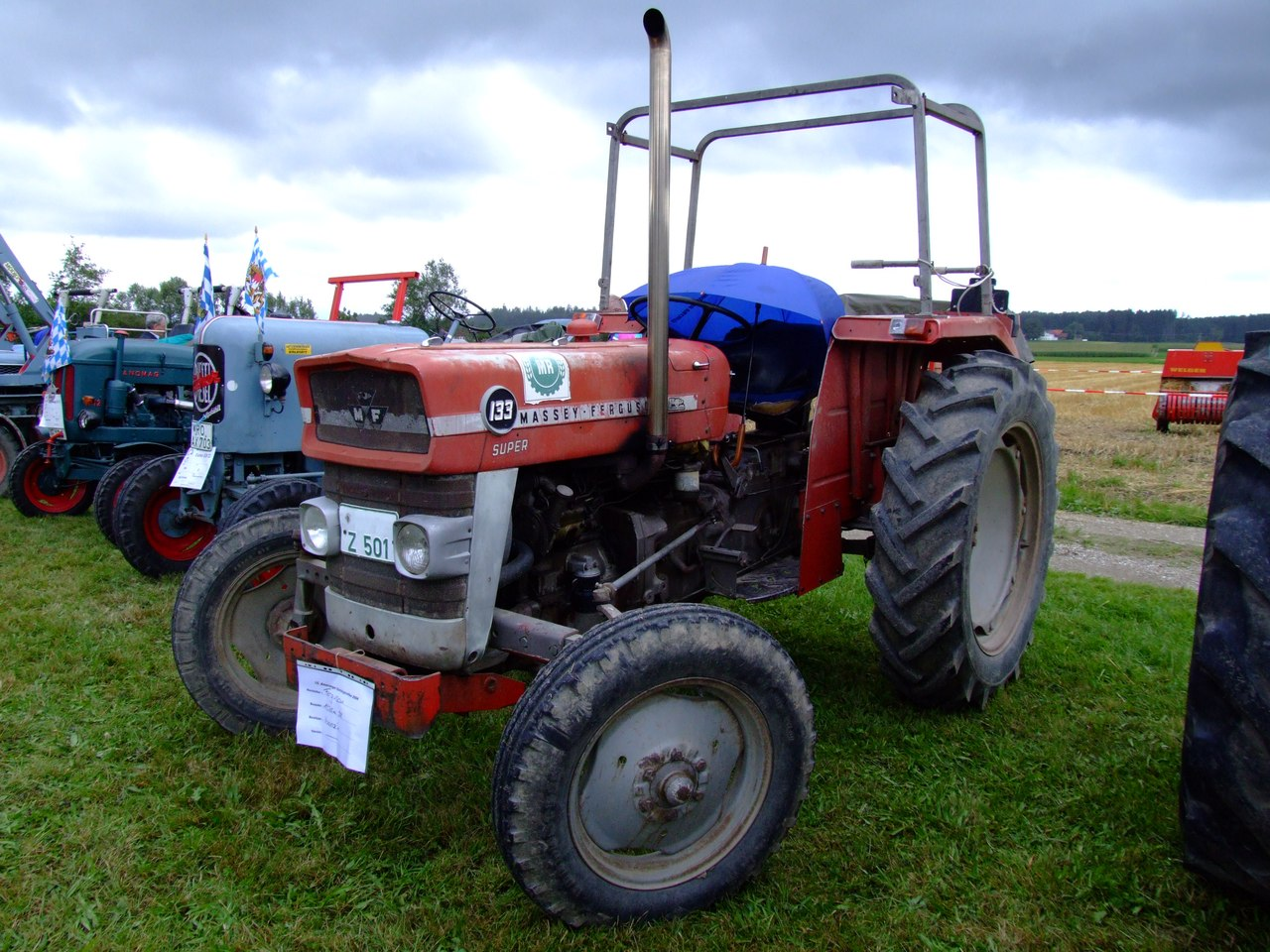
Massey Ferguson MF 133 de 1975.
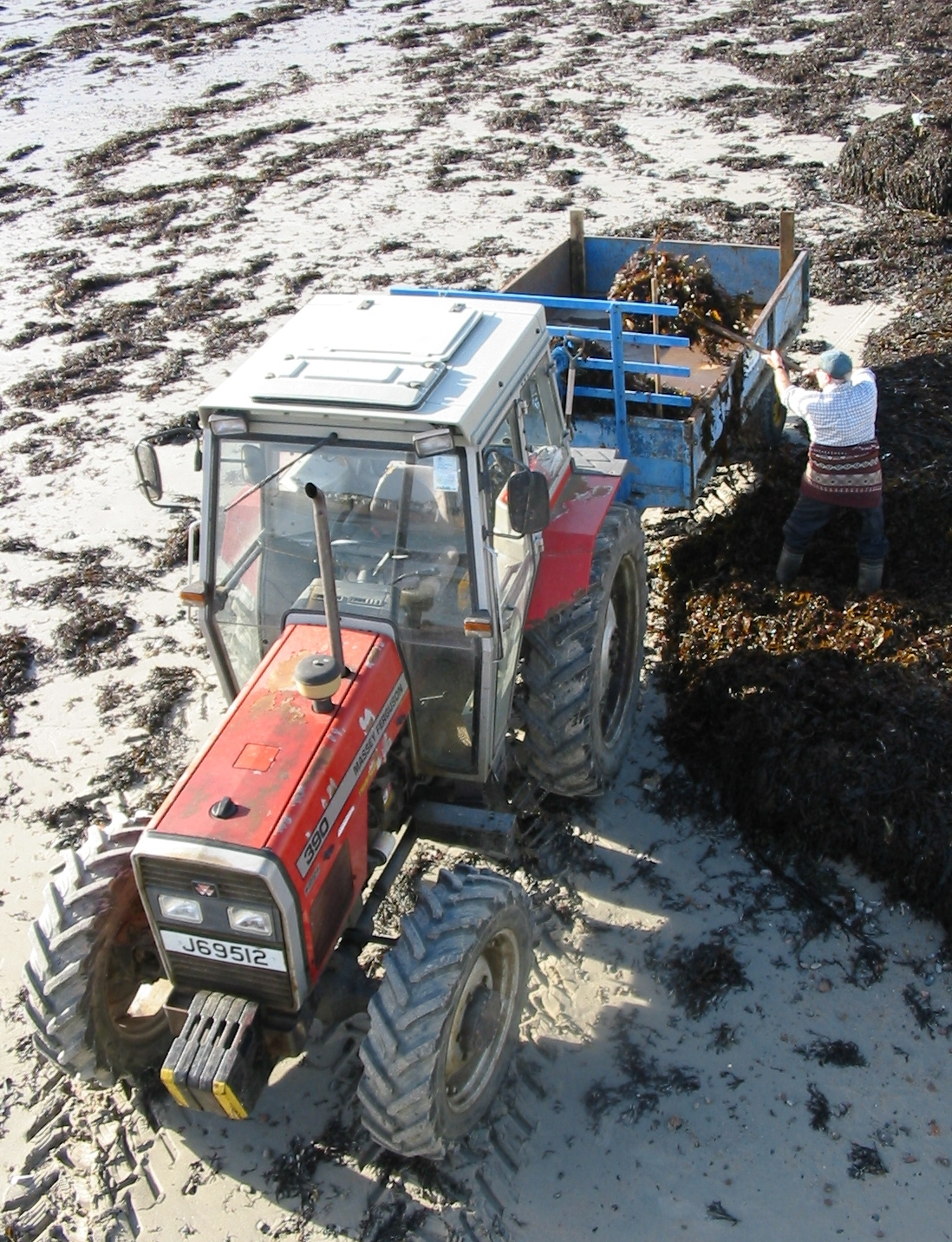
Massey Ferguson MF 390.
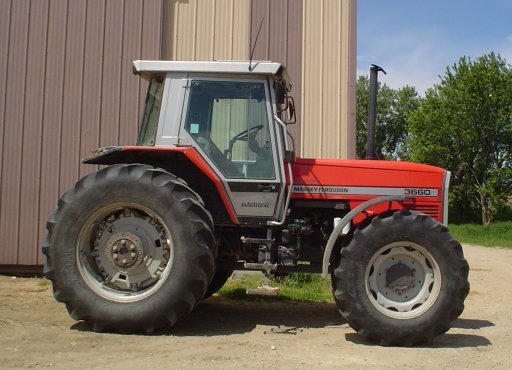
Massey Ferguson MF 3660.